# NGC 3029
NGC 3029 (другие обозначения — MCG −1-25-47, A 0946-07, PGC 28206) — спиральная галактика (Sc) в созвездии Секстанта. Открыта Льюисом Свифтом в 1886 году.
Оценки наклона галактики к картинной плоскости, сделанные по фотометрическим параметрам и по кинематическим, заметно отличаются: в первом случае эта величина составляет 48°, во втором — 39°. Возможно, кинематику и фотометрию галактики описывают разные модели.
Этот объект входит в число перечисленных в оригинальной редакции «Нового общего каталога».